# Carlos Westendorp
Carlos Westendorp y Cabeza (Madrid, 7 de enero de 1937) es un político, diplomático y jurista español. Fue ministro de Asuntos Exteriores de España.
Westendorp fue el primer mentor de Pedro Sánchez.

## Biografía
Carlos Westendorp nació en Madrid el 7 de enero de 1937. Desciende de una familia de pintores y banqueros de origen neerlandés. Se licenció en Derecho.

## Trayectoria profesional
Licenciado en Derecho, ingresó en la carrera diplomática en 1964, siendo destinado como cónsul adjunto en São Paulo en 1966, donde permaneció por espacio de tres años. Después, hasta 1975 ocupó diversos cargos técnicos en los ministerios de Industria y Asuntos Exteriores. 
En 1975 fue enviado como consejero de Asuntos Económicos en La Haya dentro de la estrategia de los primeros gobiernos españoles tras la muerte de Franco para mantener una política activa con la Comunidad Económica Europea (actual Unión Europea). En 1979, tras la creación del cargo de ministro para las Relaciones con las Comunidades Europeas, fue nombrado asesor del mismo, ocupando diversos puestos en el Ministerio de Exteriores hasta 1986 cuando es nombrado, tras la incorporación de España a las Comunidades Europeas, embajador permanente de España en la misma con sede en Bruselas. 
En 1991 es nombrado secretario de Estado para las Comunidades Europeas en sustitución de Pedro Solbes, hasta que finalmente Felipe González le nombra ministro de Asuntos Exteriores en sustitución de Javier Solana por un breve periodo de tiempo.
Con posterioridad fue embajador representante permanente de España ante las Naciones Unidas.

### Alto Representante Internacional para Bosnia y Herzegovina
En 1997 la ONU lo designa como Alto Representante Internacional para Bosnia y Herzegovina (OHR) en el proceso de pacificación de Yugoslavia. De hecho, la bandera de Bosnia y Herzegovina, adoptada en febrero de 1998 está basada en un diseño suyo. 
En su reunión de diciembre de 1997 en Bonn (Alemania), el Consejo de Implementación de la Paz acordó otorgar más poderes sustanciales a la Oficina del Alto Representante, para evitar que la implementación de los acuerdos de Dayton se retrasara u obstruyera por los políticos nacionalistas locales. Se solicitó a la Oficina que:
1. adoptase decisiones vinculantes cuando las partes locales parezcan incapaces o no estén dispuestas a actuar;
2. destituir a los funcionarios públicos que violen compromisos legales o, en general, a los acuerdos de Dayton.[4]

1. La falta de responsabilidad del cargo, que solo es responsable ante el Consejo de Implementación de la Paz;
2. La falta de apelación de sus decisiones, que no obligan a una audiencia preliminar de las personas interesadas, y que tienen efecto inmediato. Las destituciones pueden, en algunos casos, imponer una prohibición de por vida para el acceso a cargos públicos.

| |
| En 1998 fue presentado un grupo de banderas diseñado por el Alto Representante para Bosnia y Herzegovina Carlos Westendorp, el cual contenía tres diseños. El primero sería la base de la actual bandera, pero con un color azul claro, similar al de la bandera de la ONU, y con 10 estrellas fijas. El segundo y el tercer diseño constaban de barras amarillas y claras que se intercalaban sobre el fondo celeste. - Primera alternativa de Carlos Westendorp - Segunda alternativa de Carlos Westendorp - Tercera alternativa de Carlos Westendorp La bandera actual, basada en el primer diseño de Westendorp, fue adoptada el 2 de febrero de 1998. El diseño sería elegido por el Alto Representante, al no ser capaz el parlamento bosnio de encontrar una solución aceptable por todas las partes. Esta bandera fue seleccionada por no contener ninguna referencia histórica o de otro tipo al estado bosnio. El color azul ONU se cambió por un azul más oscuro, asemejándola a la bandera de la Unión Europea. Carlos Westendorp declaró que ese azul oscuro simbolizaba la unión de Bosnia y Herzegovina con Europa. Finalmente, la bandera sería oficialmente presentada durante la ceremonia inaugural de los Juegos Olímpicos de Nagano 1998. |

### Desde 1999
En 1999 es elegido en las listas del PSOE como diputado en la elecciones al Parlamento Europeo. Posteriormente salió elegido Diputado en la Asamblea de Madrid, cargo que ocupó desde 2003 hasta que fue nombrado embajador de España en Estados Unidos. 
En junio de 2008 fue sustituido al frente de la embajada española en Washington por Jorge Dezcallar. 
En la actualidad, es asesor del Grupo de Reflexión creado por el Consejo Europeo para identificar y responder a los desafíos de la Unión Europea de aquí a los años 2020/2030.